# Жоннье, Эмманюэль
Эмманюэль Жоннье (фр. Emmanuel Jonnier; род. 31 мая 1975 года, Дижон) — французский лыжник, участник трёх Олимпийских игр, победитель этапа Кубка мира. Специалист дистанционных гонок.
В Кубке мира Жоннье дебютировал в 1999 году, в феврале 2004 года одержал свою единственную победу на этапе Кубка мира, в эстафете. Кроме победы на сегодняшний день имеет на своём счету 7 попаданий в тройку лучших на этапах Кубка мира, 2 в личных и 5 в командных гонках. Лучшим достижением Жоннье в общем итоговом зачёте Кубка мира являются 21-е места в сезонах 2005-06 и 2006-07.
На Олимпиаде-2002 в Солт-Лейк-Сити показал следующие результаты: гонка преследования 10+10 км 60-е место, масс-старт 30 км - 10-е место и эстафета 8-е место.
На Олимпиаде-2006 в Турине стал 4-м в масс-старте на 50 км и эстафете, кроме того стартовал в дуатлоне 15+15 км но не добрался до финиша.
На Олимпиаде-2010 в Ванкувере стартовал в двух дисциплинах: 15 км свободным ходом - 20-е место, эстафета — 4-е место. На последнем этапе эстафеты боролся за серебро с норвежцем Петтером Нортугом и чехом Мартином Коукалом, но в итоге уступил обоим.
За свою карьеру принимал участие в пяти чемпионатах мира, лучший результат 5-е места в командном спринте на  чемпионате-2005 и в эстафете на чемпионате-2007.
Принял участие в соревнованиях по биатлону и лыжным гонкам в рамках зимних Всемирных военно-спортивных игр 2010 года, где выиграл «бронзу» в гонке патрулей (сам допустил один промах), а также первенствовал в командном зачёте «чистой» гонки на 15 км вольным стилем.
Использует лыжи и ботинки производства фирмы Fischer.